# ولکا ناد ولیچکو
ولکا ناد ولیچکو (به لاتین: Velká nad Veličkou) یک ناحیه در جمهوری چک است که در ناحیه هودونین واقع شده‌است.

## خصوصیات
ولکا ناد ولیچکو ۲۵٫۹ کیلومترمربع مساحت و ۳٬۹۶۶ نفر جمعیت دارد و ۲۸۸ متر بالاتر از سطح دریا واقع شده‌است.